# Heliococcus halocnemi
Heliococcus halocnemi är en insektsart som beskrevs av Borchsenius 1949. Heliococcus halocnemi ingår i släktet Heliococcus och familjen ullsköldlöss. Inga underarter finns listade i Catalogue of Life.